# K. J. Hippensteel
Kirk James „K. J.“ Hippensteel (* 8. Mai 1980 in Roanoke, Virginia) ist ein ehemaliger US-amerikanischer Tennisspieler.

## Karriere
Hippensteel war mit 14 Jahren die Nummer 2 in seiner Altersgruppe der USA. Er spielte zwischen 1996 und 1998 auf der ITF Junior Tour. Dort nahm er in seinem letzten Jahr an drei Grand-Slam-Turnieren teil, wo sein bestes Resultat im Einzel das Achtelfinale der US Open war. Im Doppel zog er an der Seite von David Martin ins Halbfinale von Wimbledon ein. Der größte Erfolg war ebenfalls mit Martin der Titel bei den US Open. Außerdem gewannen sie die US-Juniorenmeisterschaften im Doppel dieses Jahres. In der Junioren-Rangliste erreichte er dadurch mit Platz 5 seine höchste Notierung im Doppel, während er im Einzel Rang 40 erreichte.
Bei den Profis spielte Hippensteel sein erstes Turnier bei den US Open im Doppel, da er mit Martin durch den Gewinn der Meisterschaften eine Wildcard erhielt. Sie verloren dort in der ersten Runde gegen Devin Bowen und Tomáš Anzari. Hippensteel studierte von 1998 bis 2001 an der Stanford University im Fach Humanbiologie. Während dieser Zeit spielte er College Tennis, nahm aber zeitgleich nur an wenigen Profiturnieren teil. Mit Senior Ryan Wolters gewann Hippensteel die NCAA Tennis Championships im Doppel. Dadurch erhielten sie eine Wildcard für die US Open, schieden aber auch in der ersten Runde gegen Levar Harper-Griffith und Andy Roddick aus. Während seiner College-Zeit wurde Hippensteel im Einzel und Doppel die Nummer 1. 2000 gewann er mit seinem Team die National Championships. Insgesamt viermal wurde er zum All-American gewählt.
Auf der drittklassigen ITF Future Tour zog er Anfang 2001 das erste Mal ins Endspiel ein, 2002 gelang ihm der erste Titelgewinn. 2003 wurde das erfolgreichste Jahr für Hippensteel – er gewann zwei Einzel- und drei Titel auf der Future Tour, wodurch er sich in der Rangliste deutlich verbesserte und erstmals in die Top 400 einzog und häufiger an Turnieren der höher dotierten ATP Challenger Tour teilnehmen konnte. In Aptos erreichte er das erste Challenger-Viertelfinale, in Mandeville schied er erst im Halbfinale aus. Im Doppel verlor er in Waco sein erstes Challenger-Endspiel. Das Jahr beendete Hippensteel auf Rang 353 im Einzel und 305 im Doppel. 2004 erfuhren seine Leistungen besonders im Einzel eine deutliche Verbesserung. Hauptsächlich war er bei Challengers aktiv, bei Futures gewann er aber auch vier weitere Titel, davon einen im Einzel. In der zweiten Jahreshälfte erzielte er mehrere gute Resultate nacheinander. In Lexington, Austin und Nashville zog er ins Halbfinale ein, während er in Denver und Tiburon im Finale stand. Gegen Brian Baker verlor er das Endspiel in Denver, in Tiburon besiegte er Kevin Kim und fuhr damit seinen einzigen Challenger-Titel im Einzel ein. Im Doppel holte Hippensteel mit Paul Goldstein zudem den Titel in Covington. 2004 gab er auch im Einzel sein Debüt auf der ATP Tour. In San José überstand er die Qualifikation und besiegte zum Auftakt Dmitri Tursunow, was sein einziger Sieg auf diesem Niveau wurde. In der Folgerunde verlor er, genau wie zum Auftakt in Long Island und bei den US Open. In beiden Wertungen erklomm Hippensteel Ende 2004 sein Karrierehoch mit Platz 150 im Einzel respektive 210 im Doppel.
Nach Verletzungen stieg Hippensteel erst Ende 2007 wieder in den Turnierbetrieb ein. In der Qualifikation zu den Australian Open 2008 fehlte ihm nur ein Satz zum Einzug ins Hauptfeld, aber ansonsten schied er bei fast allen Turnieren in den ersten zwei Runden aus. Im Doppel gelang ihm mit Tripp Phillips die Qualifikation für Wimbledon, wo sie in vier Sätzen zum Auftakt scheiterten. Nach dieser Saison beendete Hippensteel seine Karriere.
2008 wurde Hippensteel Assistenztrainer der Tennismannschaft der Duke University, während er die Duke Medical School besuchte. Hippensteel wurde Orthopäde und praktiziert in New York City.

## Erfolge
| Legende (Anzahl der Siege) |
| Grand Slam                 |
| ATP Finals                 |
| ATP Tour Masters 1000      |
| ATP Tour 500               |
| ATP Tour 250               |
| ATP Challenger Tour (2)    |

### Einzel

#### Turniersiege
| Nr. | Datum            | Turnier | Belag     | Finalgegner | Ergebnis |
| --- | ---------------- | ------- | --------- | ----------- | -------- |
| 1.  | 17. Oktober 2004 | Tiburon | Hartplatz | Kevin Kim   | 6:3, 6:3 |

### Doppel

#### Turniersiege
| Nr. | Datum              | Turnier   | Belag     | Partner        | Finalgegner                   | Ergebnis |
| --- | ------------------ | --------- | --------- | -------------- | ----------------------------- | -------- |
| 1.  | 26. September 2004 | Covington | Hartplatz | Paul Goldstein | Hugo Armando Nicolás Lapentti | 6:3, 6:3 |